# Duseviulisoma fayei
Duseviulisoma fayei är en mångfotingart som beskrevs av Demange och Jean-Paul Mauriès 1975. Duseviulisoma fayei ingår i släktet Duseviulisoma och familjen orangeridubbelfotingar. Inga underarter finns listade i Catalogue of Life.